# Mensagem
A mensagem é, no sentido geral, o objeto da comunicação. Dependendo do contexto, o termo pode se aplicar tanto ao conteúdo da informação quanto à sua forma de apresentação.
Na teoria da comunicação, uma mensagem é enviada de um emissor para um receptor. Abaixo há algumas definições comuns:
- Qualquer pensamento ou ideia expressada brevemente em uma linguagem aberta ou secreta (código), preparada de uma forma possível de transmissão por qualquer meio de comunicação.
- Uma quantidade arbitrária de informação cujos início e fim são definidos ou implicados.
- Informação de registro, uma corrente de dados expressados em uma linguagem aberta ou cifrada (notação) e preparada em um formato especificado para a transmissão pretendida por um sistema de telecomunicações.

Existem diversas formas de um emissor transmitir uma mensagem para o receptor. Porém, para que a transmissão dessa mensagem tenha sucesso, alguns cuidados devem ser adotados. É primordial que o emissor conheça a "bagagem" cultural, ou mesmo a vivência, do seu receptor para que ele possa estudar a linguagem que será utilizada para passar a mensagem. Feito isso, a linguagem do emissor deve ter proximidade com a linguagem do receptor.
Por exemplo, o comunicador de uma emissora de rádio vai direcionar a sua mensagem para um público jovem de 15 a 25 anos e de classe média. Assim, ele deverá usar uma linguagem coloquial e correta, deverá pesquisar e fazer o uso de gírias faladas entre o grupo de amigos desta idade e ter sempre novidades focadas no interesse dos jovens.
Este método possibilita que o emissor esteja sempre próximo, se torne aparentemente "íntimo", e seja interessante para que o seu receptor aceite e entenda a mensagem.